# Václav Viktorin
Václav Viktorin (Vraňany, districte de Mělník, 14 de maig de 1849 – Praga, 1 de juny de 1924) fou un baríton txec.
Primerament abraçà la carrera pedagògica, però no tardà a traslladar-se a Praga, on debutà en el Teatre Nacional el 1884. Contractat per aquesta òpera es distingí principalment com a intèrpret de les òperes de Smetana, Dvořák, Fibich, Bendl, Wagner, Txaikovski, dels cants nacionals txecs i dels oratoris de Dvořák Les camises nupcials; Svata Lidumila, i Stabat Mater.